# Рабат
Раба́т (араб. الرباط, бербер. ⴻⵔⵔⴱⴰⵟ) — столиця Марокко, що є також її культурним та індустріальним центром.
Населення 1 622 860 жителів (2004)

## Історія
Рабат і Сале — міста-супутники, які лежать на протилежних берегах річки Бу-Регрег. Вони існують поряд вже понад 9 сторіч, але перший і єдиний міст через річку, що з'єднав їх, побудували лише трохи більше 40 років тому. Рабат був заснований в XII столітті (1150) Альмохадами на березі Атлантичного океану, недалеко від руїн Шелли (стародавнього міста карфагенян), як арабський військовий форпост.

## Визначні пам'ятки
- Мавзолей Мохаммеда V
- Університет Мохаммеда V
- Мінарет Хасана
- Некрополь Шелла
- Старовинна цитадель Касба Удайя
- Рабатський археологічний музей
- Музей сучасного мистецтва та сучасності Мохаммеда VI

## Транспорт
- Трамвай Рабат-Сале
- Автомагістраль Рабат — Танжер

## Галерея

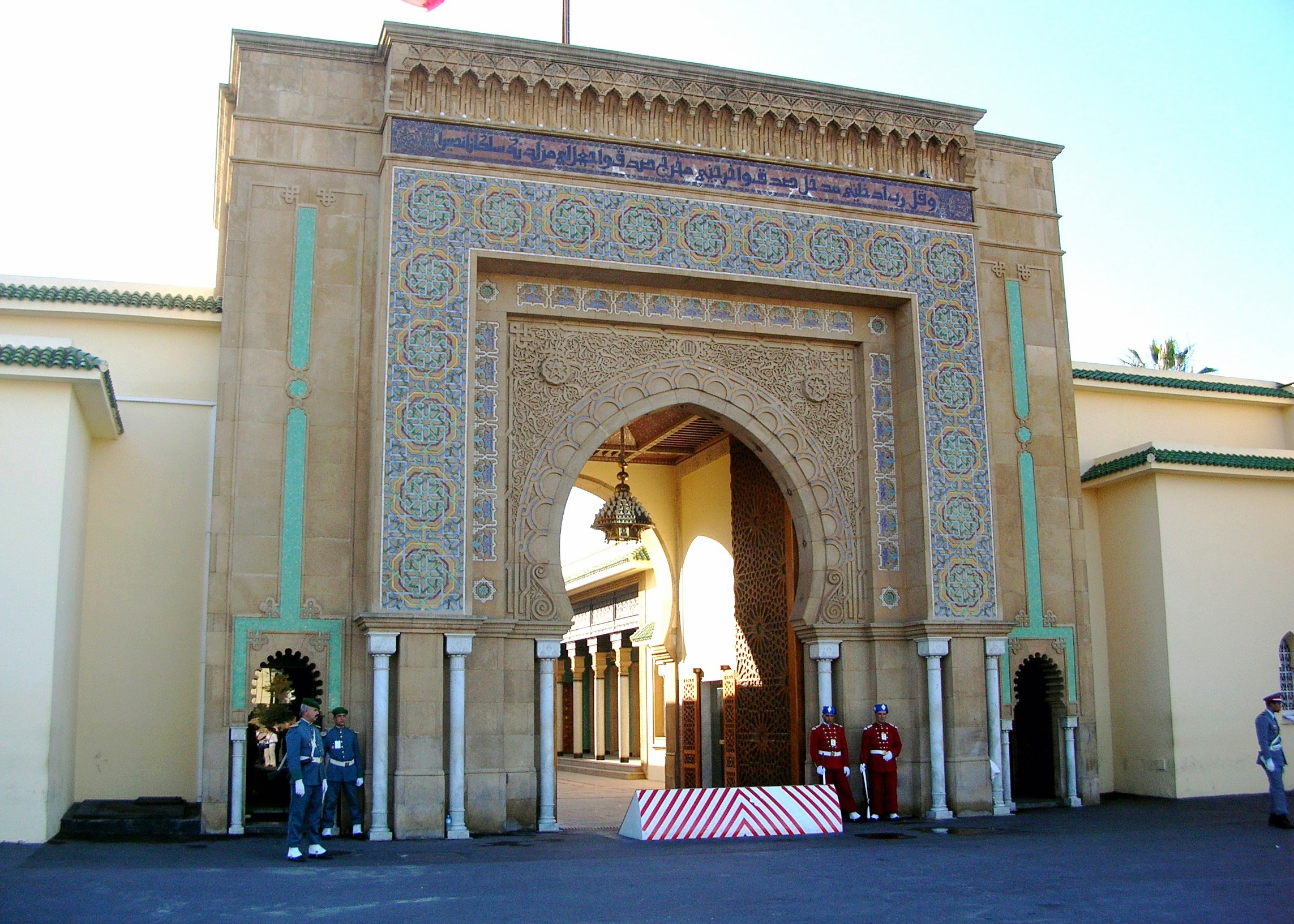
Королівський палац
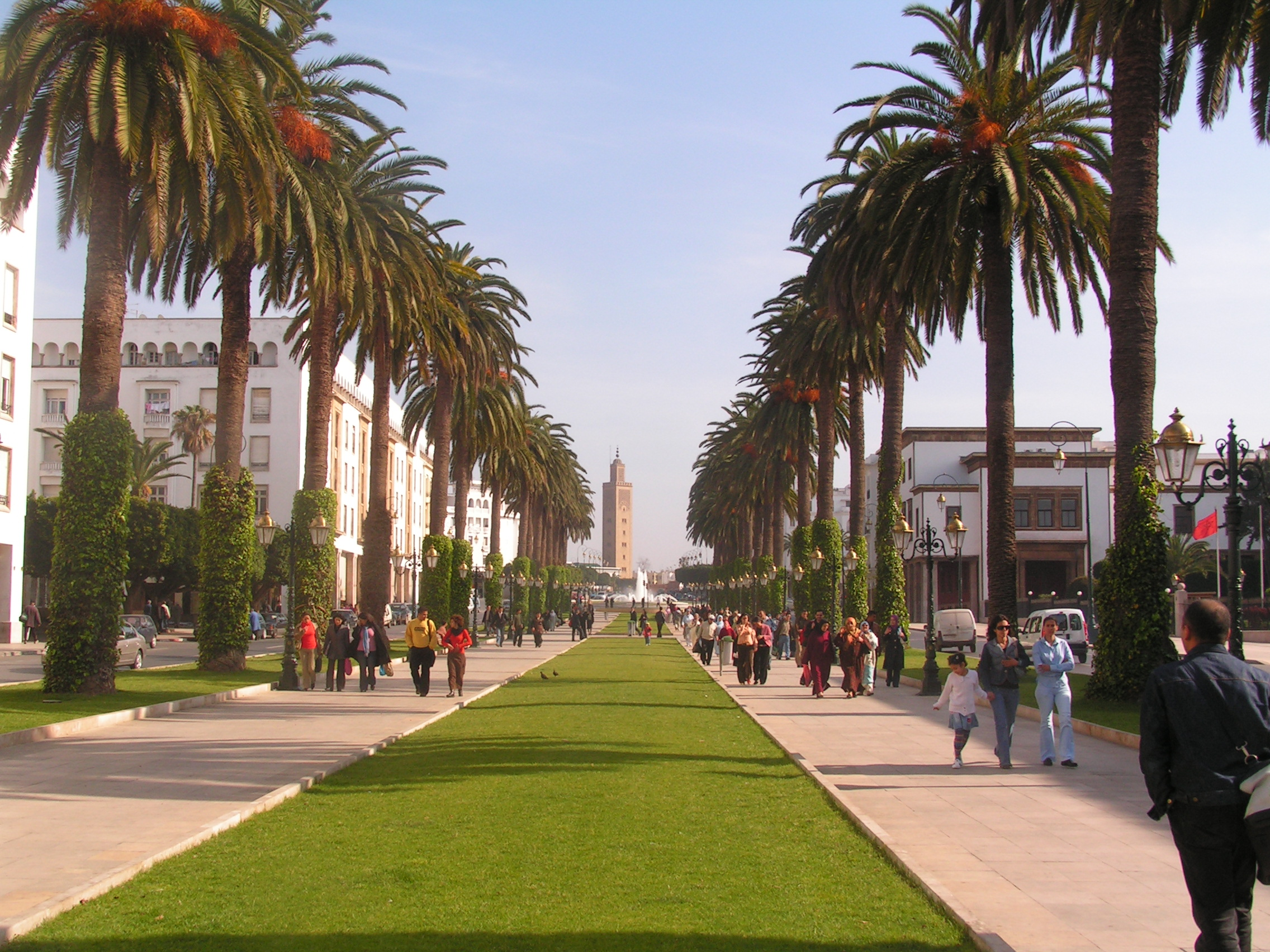
Парламент
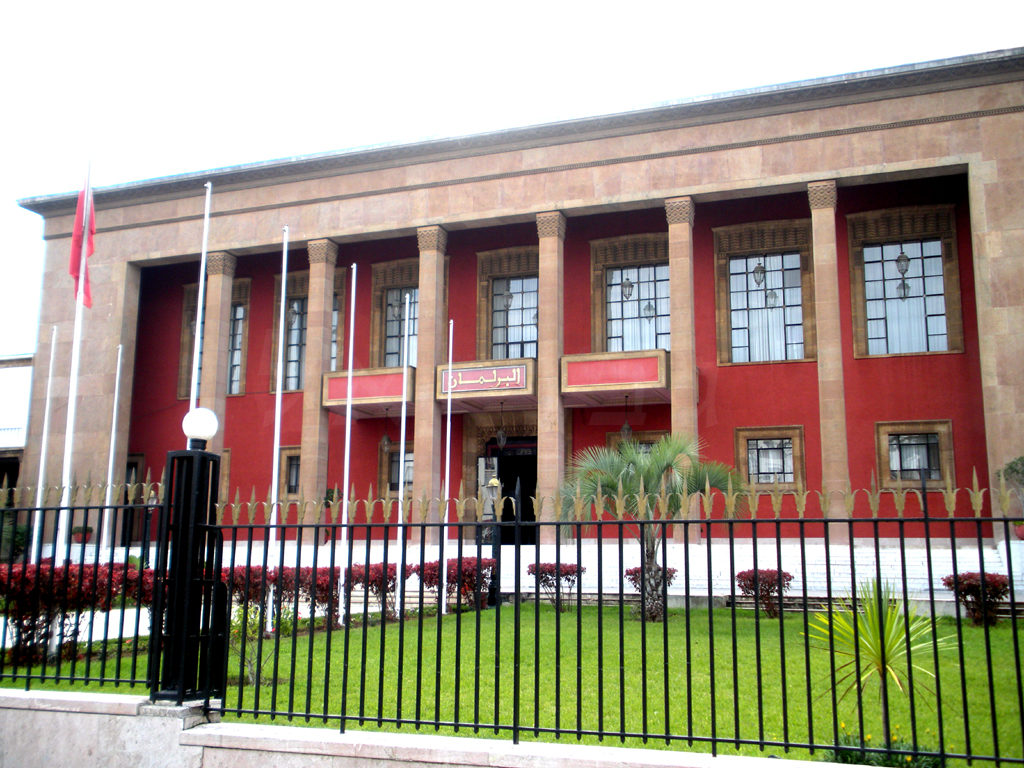
Будівля парламенту
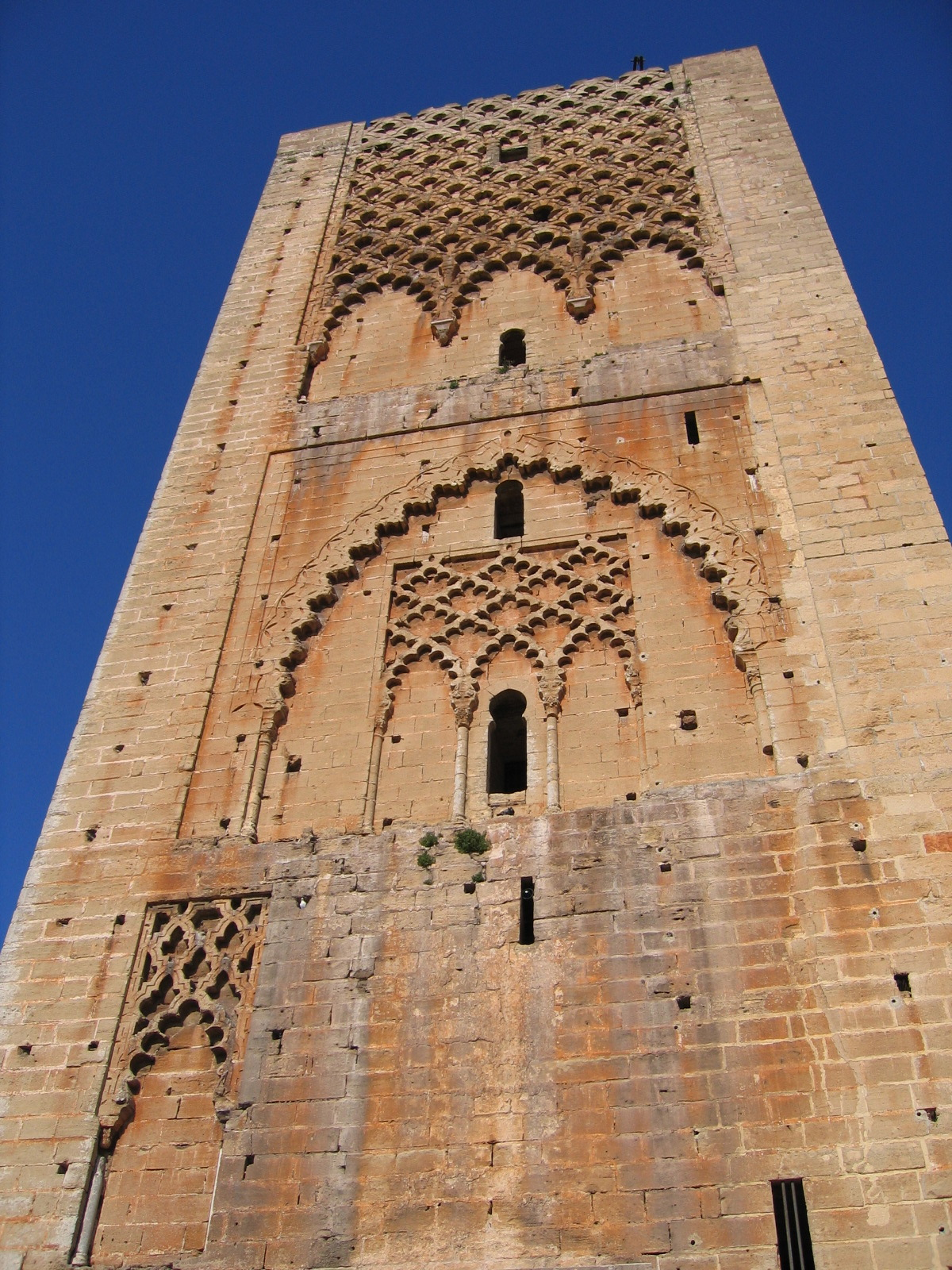
Мінарет Хасана
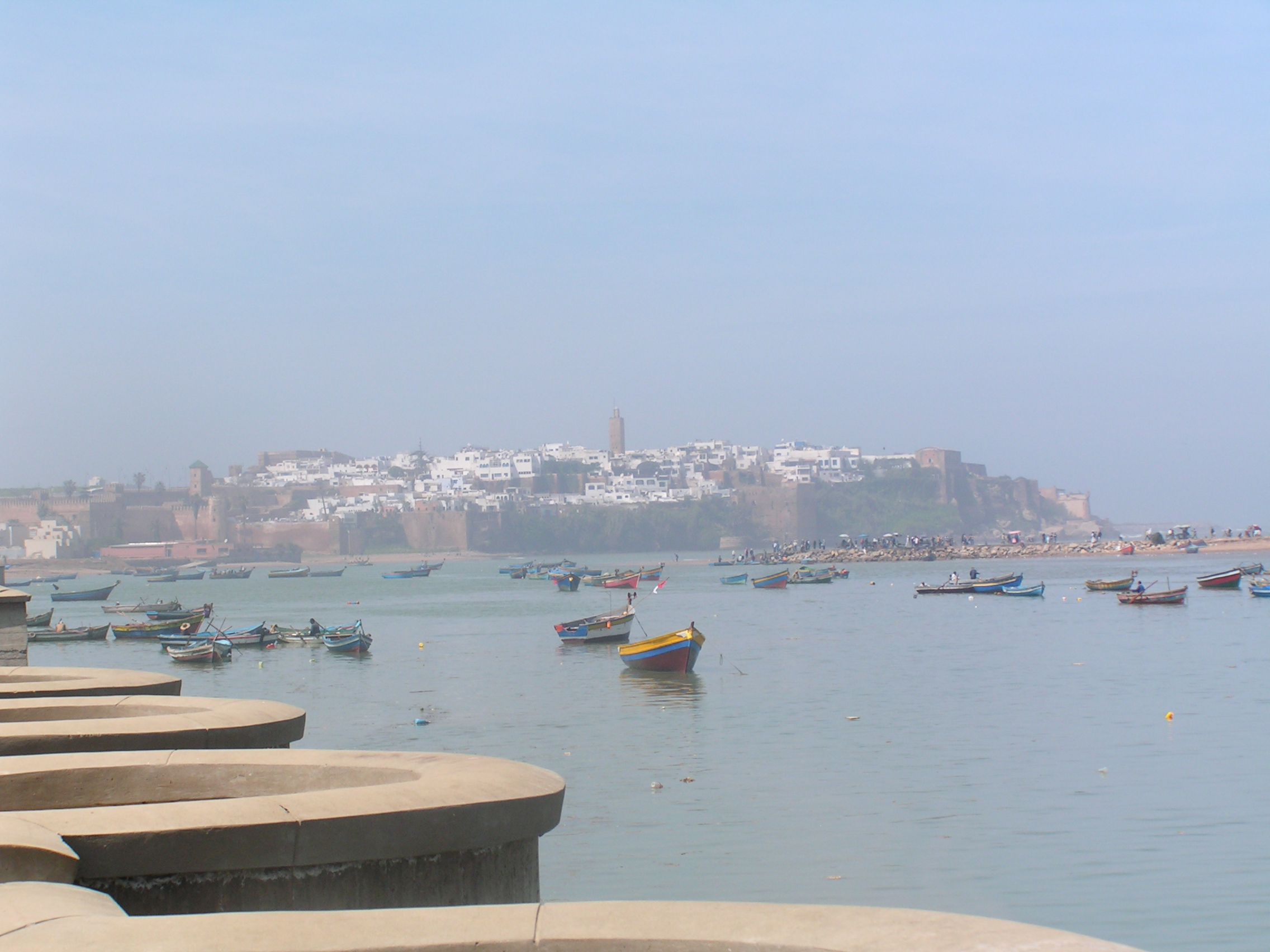
Салє, вигляд з боку Рабата
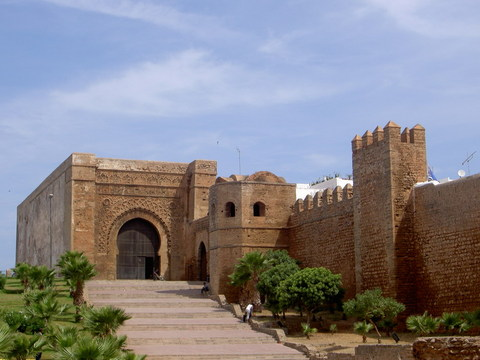
Касба Удайя
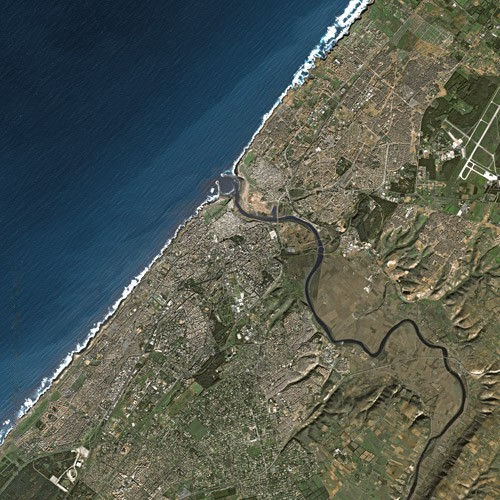
Рабат, вигляд з супутника
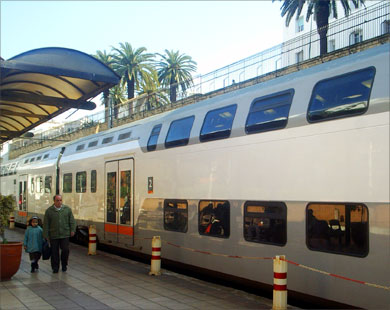
Потяг на вокзалі в Рабаті

## Клімат
| Клімат Рабату (Аеропорт Рабат-Салє) 1961–1990 | Клімат Рабату (Аеропорт Рабат-Салє) 1961–1990 | Клімат Рабату (Аеропорт Рабат-Салє) 1961–1990 | Клімат Рабату (Аеропорт Рабат-Салє) 1961–1990 | Клімат Рабату (Аеропорт Рабат-Салє) 1961–1990 | Клімат Рабату (Аеропорт Рабат-Салє) 1961–1990 | Клімат Рабату (Аеропорт Рабат-Салє) 1961–1990 | Клімат Рабату (Аеропорт Рабат-Салє) 1961–1990 | Клімат Рабату (Аеропорт Рабат-Салє) 1961–1990 | Клімат Рабату (Аеропорт Рабат-Салє) 1961–1990 | Клімат Рабату (Аеропорт Рабат-Салє) 1961–1990 | Клімат Рабату (Аеропорт Рабат-Салє) 1961–1990 | Клімат Рабату (Аеропорт Рабат-Салє) 1961–1990 | Клімат Рабату (Аеропорт Рабат-Салє) 1961–1990 |
| Показник                                      | Січ.                                          | Лют.                                          | Бер.                                          | Квіт.                                         | Трав.                                         | Черв.                                         | Лип.                                          | Серп.                                         | Вер.                                          | Жовт.                                         | Лист.                                         | Груд.                                         | Рік                                           |
| Абсолютний максимум, °C                       | 30,0                                          | 31,0                                          | 35,8                                          | 37,6                                          | 43,0                                          | 43,7                                          | 47,2                                          | 45,8                                          | 42,3                                          | 38,0                                          | 35,1                                          | 30,0                                          | 47,2                                          |
| Середній максимум, °C                         | 17,2                                          | 17,7                                          | 19,2                                          | 20,0                                          | 22,1                                          | 24,1                                          | 26,8                                          | 27,1                                          | 26,4                                          | 24,0                                          | 20,6                                          | 17,7                                          | 21,9                                          |
| Середня температура, °C                       | 12,6                                          | 13,1                                          | 14,2                                          | 15,2                                          | 17,4                                          | 19,8                                          | 22,2                                          | 22,4                                          | 21,5                                          | 19,0                                          | 15,9                                          | 13,2                                          | 17,2                                          |
| Середній мінімум, °C                          | 8,0                                           | 8,6                                           | 9,2                                           | 10,4                                          | 12,7                                          | 15,4                                          | 17,6                                          | 17,7                                          | 16,7                                          | 14,1                                          | 11,1                                          | 8,7                                           | 12,5                                          |
| Абсолютний мінімум, °C                        | −3,2                                          | −2,6                                          | −0,4                                          | 3,8                                           | 5,3                                           | 9,0                                           | 10,0                                          | 11,0                                          | 10,0                                          | 7,0                                           | 0,0                                           | 0,3                                           | −3,2                                          |
| Середня кількість сонячних годин на місяць    | 179,9                                         | 182,3                                         | 232,0                                         | 254,5                                         | 290,5                                         | 287,6                                         | 314,7                                         | 307,0                                         | 261,1                                         | 235,1                                         | 190,5                                         | 180,9                                         | 2916,1                                        |
| Норма опадів, мм                              | 77.2                                          | 74.1                                          | 60.9                                          | 62.0                                          | 25.3                                          | 6.7                                           | 0.5                                           | 1.3                                           | 5.7                                           | 43.6                                          | 96.7                                          | 100.9                                         | 554.9                                         |
| Днів з опадами                                | 9,9                                           | 9,8                                           | 9,0                                           | 8,7                                           | 5,7                                           | 2,4                                           | 0,3                                           | 0,4                                           | 2,4                                           | 6,4                                           | 10,2                                          | 10,4                                          | 75,6                                          |
| Вологість повітря, %                          | 82                                            | 82                                            | 80                                            | 78                                            | 77                                            | 78                                            | 78                                            | 79                                            | 80                                            | 79                                            | 80                                            | 83                                            | 80                                            |
| --------------------------------------------- | --------------------------------------------- | --------------------------------------------- | --------------------------------------------- | --------------------------------------------- | --------------------------------------------- | --------------------------------------------- | --------------------------------------------- | --------------------------------------------- | --------------------------------------------- | --------------------------------------------- | --------------------------------------------- | --------------------------------------------- | --------------------------------------------- |
| Джерело: NOAA                                 |                                               |                                               |                                               |                                               |                                               |                                               |                                               |                                               |                                               |                                               |                                               |                                               |                                               |

## Уродженці Рабата
- Аделіла Бенкіран (*1954) — марокканський політик ісламістської орієнтації, Прем'єр-міністр Марокко з листопада 2011 по березень 2017 року.
- Ален Бадью (*1937) — французький філософ, письменник, драматург.
- Домінік де Вільпен (*1953) — французький політик, прем'єр-міністр Французької республіки з 2005 по 2007 роки.
- Марія Меріль (*1940) — французька акторка театру і кіно, письменниця і продюсер російсько-українського походження.
- Могамед VI (*1963) — король Марокко з 1999 року.
- Марк Перрен де Бришамбо (*1948) — генеральний секретар ОБСЄ з 2005 по 2011 роки.
- Лейла Слімані (*1981) — французько-марокканська письменниця й журналістка.
- Хасан II (1929-1999) — король Марокко з 1961 по 1999 рік.

## Міста-побратими
- Вифлеєм, Палестина
- Гуанчжоу, Китай (з 2013 року)[3]
- Гонолулу, США
- Стамбул, Туреччина
- Лас-Пальмас-де-Гран-Канарія, Іспанія
- Лісабон, Португалія[4][5]
- Мадрид, Іспанія
- Наблус, Палестина
- Севілья, Іспанія
- Стокгольм, Швеція
- Туніс, Туніс (з 1987 року)[6]